# Stevensomyces palmae
Stevensomyces palmae är en svampart som först beskrevs av F. Stevens & C.J. King, och fick sitt nu gällande namn av E.F. Morris & Finley 1965. Stevensomyces palmae ingår i släktet Stevensomyces, divisionen sporsäcksvampar och riket svampar.   Inga underarter finns listade i Catalogue of Life.